# Rampen
Rampen, auch Ramp, Rampangen, Rampanje, ist ein historisches Gericht aus Rinderinnereien, das im 19. Jahrhundert in Westfalen, Hessen und Niedersachsen, unter dem Namen Rampanien heute noch in Thüringen, bekannt ist. Der Begriff Rampen ist ein Dialektausdruck für Gekröse und Pansen des Rindes, die, zumeist gekocht, mit Gemüse verzehrt wurden.